# 音楽には希望がある
『音楽には希望がある』（おんがくにはきぼうがある）は、キャプテンストライダムのメジャー3枚目（通算4枚目）のスタジオ・アルバム。2008年6月25日にソニー・ミュージックアソシエイテッドレコーズより発売された。

## 概要
前作『BAN BAN BAN』から1年3ヶ月ぶりのリリース。2010年4月の活動休止前に発売された最後のスタジオ・アルバムとなった。
本作はサウンドよりも歌詞や心構えのようなもので統一することを前提とし、「デコボコしていてもいいから、1曲1曲をキッチリ仕上げて捨て曲のないアルバムにする」というコンセプトを元に制作された。2007年にC.C Lemonホールでのワンマンライブ終了後より、制作が開始されているが、制作の準備自体はその1年前より行なわれていた。レコーディングにはスティーブ・ジョーダン（6曲）や笹路正徳（3曲）を迎えて、ニューヨークや東京で行われた。タイトルは、「戦争反対を訴えるにはデモを行なったり、文章にしたりするといった方法があるが、自分たちは音楽を通して何を表現しているのか？」と考えた際に出た「音楽にはネガティヴな要素をポジティヴに変える力がある。音楽とはそのためのものなのでは？」という答えから。
ライナーノーツは永友聖也の手によるもの。
初回限定盤はスリーブ仕様となっている。
2008年9月19日からは本アルバムを引っ提げた『キャプテンストライダム LIVE TOUR 2008 明日に向かって踊れ!』が全国8公演で開催された。

## 収録内容
| 全作詞: 永友聖也。 |                                        |           |                   |                                     |      |
| #                  | タイトル                               | 作詞      | 作曲              | 編曲                                | 時間 |
| 1.                 | 「人間ナニモノ!?」                     | 永友聖也  | 永友聖也          | キャプテンストライダム Steve Jordan | 4:30 |
| 2.                 | 「CHERRY BOY」                         | 永友聖也  | 永友聖也          | キャプテンストライダム Steve Jordan | 4:44 |
| 3.                 | 「ハローハロー」                       | 永友聖也  | 永友聖也          | キャプテンストライダム              | 4:25 |
| 4.                 | 「わがままチャック」                   | 永友聖也  | 永友聖也          | キャプテンストライダム Steve Jordan | 4:13 |
| 5.                 | 「ガラクタ」                           | 永友聖也  | 永友聖也          | キャプテンストライダム              | 3:30 |
| 6.                 | 「GOOD COMMUNICATION」                 | 永友聖也  | 永友聖也          | キャプテンストライダム Steve Jordan | 4:46 |
| 7.                 | 「リズム&スパイダー 〜男と女の関係〜」 | 永友聖也  | 永友聖也          | キャプテンストライダム 笹路正徳     | 4:54 |
| 8.                 | 「裏道のHIGHWAY STAR」                 | 永友聖也  | 永友聖也          | キャプテンストライダム 笹路正徳     | 3:52 |
| 9.                 | 「東京ジャンボ☆ディスコ」              | 永友聖也  | 永友聖也          | キャプテンストライダム 笹路正徳     | 4:27 |
| 10.                | 「サヨナラ」                           | 永友聖也  | 永友聖也          | キャプテンストライダム              | 4:28 |
| 11.                | 「ありのままで世界は」                 | 永友聖也  | 梅田啓介 大平太一 | キャプテンストライダム Steve Jordan | 5:04 |
| 12.                | 「愛の言葉」                           | 永友聖也  | 永友聖也          | キャプテンストライダム Steve Jordan | 5:23 |
| 合計時間:          | 合計時間:                              | 合計時間: | 合計時間:         | 54:16                               |      |

## 曲の解説
シングル曲の詳細は、各項目を参照。
1. 人間ナニモノ!?
8thシングル
2. CHERRY BOY
7thシングル『わがままチャック』カップリング曲
3. ハローハロー
4. わがままチャック
7thシングル
5. ガラクタ
6. GOOD COMMUNICATION
7. リズム&スパイダー 〜男と女の関係〜
イントロのキーボードなどのフレーズは永友の宅録によるデモの時点で出来ていた[3]。
8. 裏道のHIGHWAY STAR
9. 東京ジャンボ☆ディスコ
ベスト・アルバム『ベストロリー』には、再録音された音源が「東京ジャンボ☆ディスコ 2010」というタイトルで収録されている。
10. サヨナラ
11. ありのままで世界は
梅田啓介が初めて作曲した楽曲。梅田が作曲した楽曲は、この曲と「北京原人」の2曲のみ。
12. 愛の言葉
ミュージック・ビデオが制作されたが、未だにソフト化されていない。なお、出演したエキストラは全員本当のカップルである。